# تکیه ریزیها
تکیه ریزیها مربوط به دوره قاجار است و در اصفهان، جنوب غربی تخت فولاد، جنوب خیابان سعادت آباد واقع شده و این اثر در تاریخ ۱۰ خرداد ۱۳۸۲ با شمارهٔ ثبت ۹۰۶۶ به‌عنوان یکی از آثار ملی ایران به ثبت رسیده است. اکثر مدفونین این تکیه از اهالی ریز زرین‌شهر هستند.

## مدفونین
- علامه شیخ مرتضی ریزی
- شیخ ابوالفضل ریزی
- ملا لطف الاه شمس الواعظین ریزی
- محمدحسین فشارکی